# Piper wachenheimii
Piper wachenheimii är en pepparväxtart som beskrevs av William Trelease. Piper wachenheimii ingår i släktet Piper och familjen pepparväxter. Inga underarter finns listade i Catalogue of Life.